# 138-й отдельный лыжный батальон
138-й отдельный лыжный батальон — воинское подразделение СССР в Великой Отечественной войне.

## История
Батальон сформирован в составе Карельского фронта в начале 1942 года.
В действующей армии с 05.02.1942 по 20.05.1942.
Действовал в Заполярье.
Расформирован 20.05.1942 года, вероятно, личный состав обращён на формирование одной из лыжных бригад — 3-й, 4-й или 8-й.

## Подчинение
| Дата            | Фронт (округ)    | Армия      | Корпус | Примечания        |
| --------------- | ---------------- | ---------- | ------ | ----------------- |
| 01.03.1942 года | Карельский фронт | 14-я армия | -      | -                 |
| 01.04.1942 года | Карельский фронт | -          | -      | точных данных нет |
| 01.05.1942 года | Карельский фронт | -          | -      | точных данных нет |